# Giovanni (vicarius urbis Romae)
Giovanni (593-594) è stato un politico bizantino, vicarius urbis Romae.

## Biografia
Nato e cresciuto a Piacenza, nel 593-594 rivestì la carica di vicarius urbis Romae, se è corretta l'interpretazione degli scritti di papa Gregorio I, che lo descrive come «vir magnificus, in hac urbe locum praefectorum servans». Le parole del Pontefice non sono chiare, ma probabilmente era vicarius urbis Romae e non un praefectus urbi o un deputato.
Durante o subito dopo il suo mandato, Giovanni informò Gregorio di miracolosi eventi verificatesi a Piacenza e a Brescia, ai quali il Pontefice credette.